# Meriania maxima
Meriania maxima är en tvåhjärtbladig växtart som beskrevs av Markgr.. Meriania maxima ingår i släktet Meriania och familjen Melastomataceae. Inga underarter finns listade i Catalogue of Life.